# جره‌سر
جره‌سر، روستایی است از توابع بخش مرکزی شهرستان ساری در استان مازندران ایران.

## جمعیت
این روستا در دهستان رودپی شمالی قرار داشته و بر اساس آخرین سرشماری مرکز آمار ایران که در سال ۱۳۸۵ صورت گرفته، جمعیت آن ۴۲۴نفر (۱۱۱خانوار) بوده‌است.